# 尾﨑治夫
尾﨑 治夫（おざき はるお、Haruo OZAKI）は、日本の医師、医学者。学位は医学博士（順天堂大学・1985年）。東京都医師会会長、日本医師会理事。おざき内科循環器科クリニック院長。

## 経歴
東京都八王子市出身。尾崎家は地元八王子の名士で、養蚕業で成功した大地主。1969年、桐朋高等学校卒業。1977年、順天堂大学医学部卒業。
1979年、順天堂大学医学部循環器内科学講座に入局。1982年、同講座助手。1985年、同講座講師。
1990年、おざき内科循環器科クリニック開設。また、順天堂大学医学部循環器内科で非常勤講師として引き続き順天堂大学に在籍する。
2011年、東京都医師会副会長。2012年、日本医師会監事。2015年、東京都医師会会長。2016年、日本医師会理事。

## 人物
- 真岡銃砲店襲撃事件の犯人の一人で、京浜安保共闘（日本共産党革命左派）所属の左翼活動家であった尾崎康夫は兄[3]。

## 主な所属学会
- 日本内科学会
- 日本禁煙学会